# Map the Soul
Albums de Epik High
Lovescream
(2008) [e]
(2009)
Map the Soul (魂) est un album d'Epik High, sorti le 27 mars 2009.
Le premier single de l'album est "Map the Soul (ft. MYK)". Cet album est la première chose qui est sorti du label indépendant d'Epik High, Map the Soul Inc.
Beaucoup de morceaux ont été enregistrés en pensant aux fans internationaux, en faisant des collaborations avec par exemple les artistes américano-asiatiques Kero One & MYK. Les paroles sont à la fois en anglais et en coréen.
Le livret complémentaire contient des informations détaillant le processus de création de l'album.

## Liste des pistes
Source: iTunes.
| No  | Titre | Durée |
| --- | --- | ----- |
| 1.  | Believe | 3:38  |
| 2.  | Cipher (featuring Beatbox DG)                                                                                        | 1:13  |
| 3.  | Map the Soul (featuring MYK)                                                                                         | 3:54  |
| 4.  | Customer Service (Skit)                                                                                              | 2:09  |
| 5.  | Top Gun | 3:59  |
| 6.  | Scenario (피해망상 pt.2) (featuring MYK)                                                                             | 3:47  |
| 7.  | London | 3:02  |
| 8.  | Free Music (Tablo et MYK)                                                                                            | 3:39  |
| 9.  | Map the Soul (Worldwide version) (featuring MYK, Kero One)                                                           | 4:33  |
| 10. | 8 by 8, Part2 (piste bonus) (featuring MYK, Minos, Paloalto, The Quiett, Verbal Jint, Kebee, E-Sens & Simon Dominic) | 4:23  |